# Старые Гончары
Старые Гончары (укр. Старі Гончарі) — село,
Князевский сельский совет,
Путивльский район,
Сумская область,
Украина.
Код КОАТУУ — 5923885807. Население по переписи 2001 года составляло 65 человек.

## Географическое положение
Село Старые Гончары находится на берегу реки большого ирригационного канала. На расстоянии до 1 км расположены сёла Ширяево и Новые Гончары. К селу примыкает лесной массив — лес Ширяевский.

## История
Местные жители издавна занимались гончарным производством.